# Echipa națională de fotbal a Vanuatului
Echipa națională de fotbal a Vanuatului reprezintă Vanuatu în competițiile fotbalistice organizate de FIFA și Confederația de Fotbal din Oceania. Înainte de 1980 era cunoscută ca Echipa națională de fotbal a Noilor Hibrizi. S-a calificat de șapte ori la Cupa Oceaniei pe Națiuni, unde s-a clasat pe locul patru în patru ediții.

## Campionatul Mondial
- 1930 până în 1990 - nu a participat
- 1994 până în  2010 - nu s-a calificat

## Cupa Oceaniei pe Națiuni
- 1973 - Locul patru
- 1980 - Grupe
- 1996 - nu s-a calificat
- 1998 - Grupe
- 2000 - Locul patru
- 2002 - Locul patru
- 2004 - Locul șase
- 2008 - Locul patru

## Jocurile Sud-Pacifice
- 1963 - Prima rundă
- 1966 - Locul trei
- 1969 - Locul cinci
- 1971 - Second place
- 1975 - Prima rundă
- 1979 - Sferturi
- 1983 - Prima rundă
- 1987 - Locul patru
- 1991 - Locul patru
- 1995 - Locul patru
- 2003 - Locul trei
- 2007 - Locul trei

## Antrenori

### Noii Hibrizi (-1980)
- P. Reichert (1973)

### Vanuatu (1980-)
- Natonga Saby (1996)
- Alwyn Job (1998)
- Carlos Buzzetti (2000-2004)
- Joe Szekeres (2004-Present)